# Eo biển Kanmon
Eo biển Kanmon (関門海峡 (Quan Môn hải giáp) Kanmon-kaikyō) là một eo biển ở Nhật Bản, kẹp giữa đảo Honshu ở phía bắc và Kyushu ở phía nam. Eo biển này cũng có tên là Eo biển Shimonoseki (下関 (Hạ Quan)).

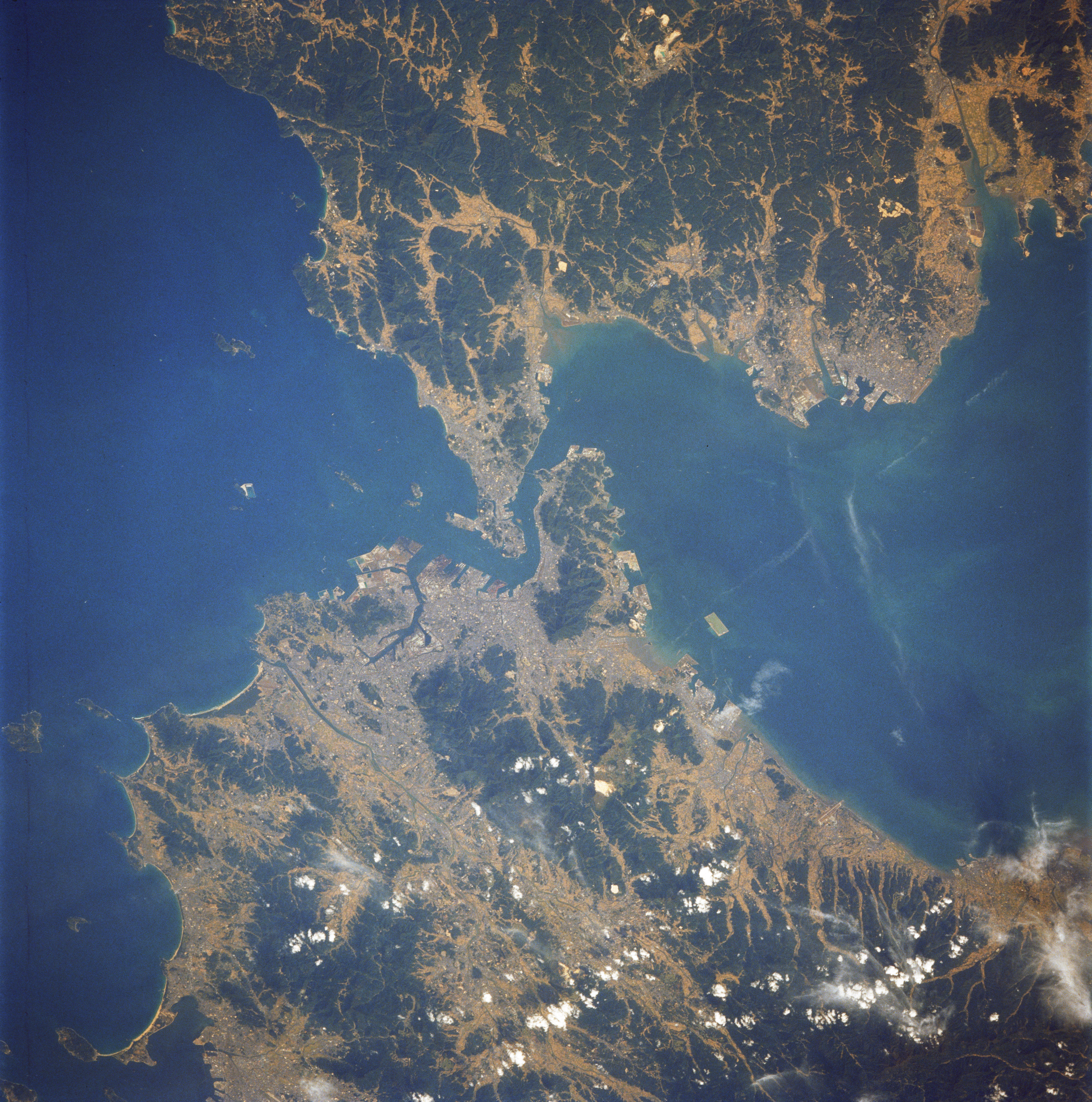
Không ảnh Eo biển Kanmon; bên phải là biển Seto, bên trái là biển Nhật Bản

Đây là một hải lộ quan trọng cho tàu bè đi lại giữa biển Nhật Bản và biển Seto nhưng lại thường bị hải lưu bồi cát 15 cm mỗi năm. Chính phủ Nhật Bản đã nạo lòng biển, dùng cát trong một số công trình xây cất.

## Tên địa danh
Tên eo biển là Quan Môn, tức ghép tên hai thị trấn đối diện nhau bên bờ bắc và nam. Phía bắc là Shimonoseki (下関, Hạ Quan) bên Honshu; phía nam là phường Moji (門司, Môn Ty) bên Kyushu, nối hai bên là Quan Môn vậy.